# MacBook Pro

Els MacBook Pro són la línia d'ordinadors portàtil d'alta gama de Apple Inc. Van ser introduits per Steve Jobs a la fira tecnològica MacWorld 2006 als Estats Units d'Amèrica. L'innovador portàtil pretenia assolir un alt grau d'excel·lència i un alt nivell de competitivitat en el mercat, combinant alhora potència i portabilitat. L'ordinador era inicialment pensat per a professionals, incorporant totes les novetats tecnològiques possibles en un cos d'alumini juntament amb processadors de la companyia Intel, tot i que poc a poc es va anar estenent al públic en general que volia un ordinador lleuger i potent alhora. 

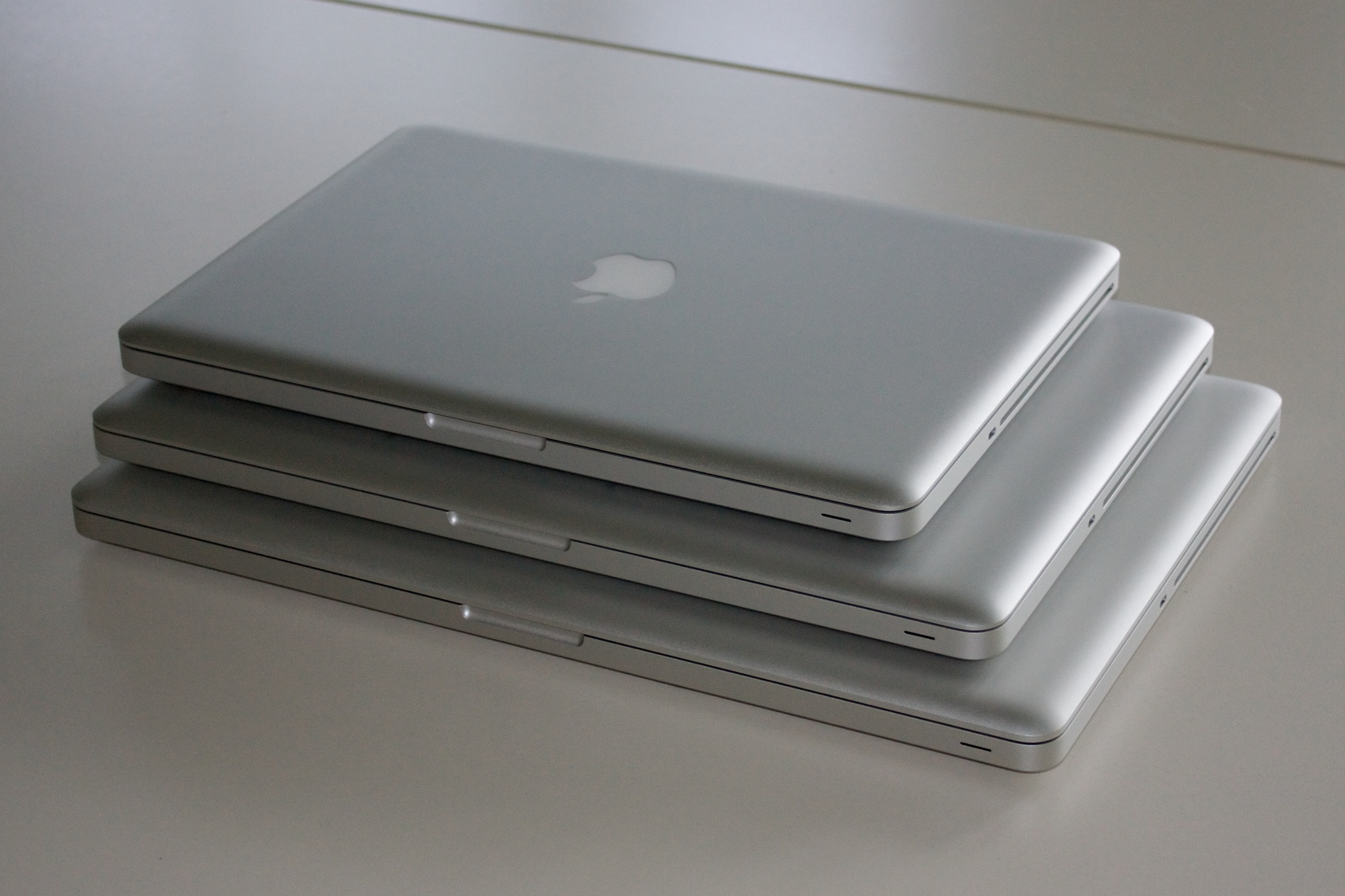
Ordinadors MacBook Pro dels anys 2008-2009 de diferents mides de pantalla (13, 15 i 17) amuntegats un sobre l'altre.

## Primera generació
La primera generació, presentada el mes de juny de l'any 2006, utilitzava el mateix cos que un ordinador anterior d'Apple, el PowerBook G4. Aquest, però, va ser millorat amb processadors Intel Core juntament amb una webcam que Apple anomenava "iSight", i un tipus de carregador MagSafe, una innovació que permetia una major seguretat a l'hora de carregar el dispositiu. El primer MacBook Pro gaudia d'una pantalla de 15 polzades, tot i que uns mesos després la companyia nord-americana va presentar el model de 17 polzades. La nova remodelació de l'ordinador personal d'Apple gaudia d'una pantalla retroil·luminada de tecnologia LED, juntament amb els nous processadors Intel Core 2 Duo i una capacitat de memòria doblada envers els seus predecessors.
Aquesta primera generació va ser molt ben rebuda per l'audiència en general, ja que tenia un rendiment que assolia unes velocitats que doblaven o fins i tot triplicaven les velocitats del PowerBook G4 anterior. La pantalla, el teclat, el cos de l'ordinador i altres característiques de construcció de l'aparell eren molt superiors als del seu antic germà. Tot i així, l'aparell tenia problemes de refrigeració notables, i es sobreescalfava molt ràpidament.

## Segona generació
La segona generació del MacBook Pro és presentada l'octubre del 2008. El nou portàtil incorpora un cos unibody, és a dir, es tracta d'un ordinador amb un format unificat en la seva totalitat, donant una gran sensació d'uniformitat. A més, el nou MacBook Pro incorpora noves millores en quant a la bateria i pantalla de l'aparell. Així mateix, està disponible com a opció la incorporació d'una targeta gràfica per a vídeo que millora el rendiment de l'ordinador a l'hora de processar gràfics. Quant a ports d'entrada i sortida, es mouen tots aquests a la part esquerra de l'aparell, així com s'actualitzen d'acord amb la tecnologia que s'utilitza al mercat. S'incrementa la mida del trackpad i es converteix en tot ell en un botó amb moltes quantitats d'opcions i característiques. Poc a poc es van presentant diverses actualitzacions del dispositiu, ja sigui amb noves mides de pantalla (13 polzades), millores amb la pantalla (capacitat d'incloure una opció antireflectant) i nous processadors (Intel Core i5 i i7 de doble o quàdruple nucli). Les targetes gràfiques de NVIDIA es van anar adaptant a les noves característiques que la innovació tecnològica proposava. Entre els anys 2009 i 2012, Apple va anar traient al mercat aquesta mena de refrescaments del producte per tal d'adaptar-los als processadors i necessitats del mercat actuals.
Aquesta nova segona generació, juntament amb les actualitzacions corresponents, també va ser molt ben reconeguda pel públic i el mercat en general. Cos sòlid, uniforme, compacte, amb un gran rendiment, una gran qualitat de la pantalla i una gran millora en la refrigeració del dispositiu aconseguia ser una de les opcions a tenir en compte al mercat. Tot i així, també va tenir diversos problemes relacionats amb les GPU i gràfiques, que es sobreescalfaven en models de l'any 2011.

## Tercera generació
El mes de juny de l'any 2012 naixia una següent generació del MacBook Pro. Els nous models, com a gran novetat incorporaven l'anomenada pantalla Retina d'Apple, un tipus de pantalla IPS d'alta resolució i de gran qualitat. A l'aparell hi trobàvem així mateix processadors Intel Core i5 i i7 de tercera generació i ports USB 3.0, així com els ja coneguts Thunderbolt. Apple elimina els ports Ethernet i FireWire 800 que es trobaven en els anteriors aparells, però ofereix adaptadors Thunderbolt per a aquestes connexions. S'incorporen discs de memòria sòlids (SSD) i una millora de la refrigeració del portàtil. 
Poc a poc, van passant els anys (entre 2012 i 2015) i Apple va traient el mateix disseny d'ordinador però amb adaptacions a la tecnologia del moment, ja bé amb processadors o velocitat de memòria. També incorpora l'opció de 16 GB de RAM al model de 15 polzades. Els preus es van reajustant i l'ordinador assoleix una gran quantitat de vendes al mercat. El model va obtenir una bona rebuda al mercat tot i el seu alt preu i la manca de ports com Ethernet. Tot i així, va ser denominat l'ordinador més universal i útil de 15 polzades, el campió dels ordinadors portàtils en aquell moment.

## Quarta generació
Apple presenta la quarta generació del MacBook Pro durant la celebració d'una Keynote a la seu de la empresa, a Califòrnia. El principal atractiu dels nous aparells és la incorporació d'una tira OLED a la part superior del teclat, deixant enrere les tecles de funcions dels teclats i incorporant accions i botons interactius i intercanviables. Així mateix, l'ordinador incorpora la segona generació del teclat amb mecanisme amb forma de papallona, incorporació que trobem per primera ocasió en la tercera generació. Tots els ports d'entrada i sortida del MacBook Pro han sigut intercanviats per ports USB-C, capaços de suportar Thunderbolt 3 així com USB 3.0. L'aparell també es carrega a partir dels ports USB-C. L'únic altre port supervivent és el jack de 3,5mm per la sortida d'àudio i micròfon.
Els nous ordinadors incorporen els processadors Intel “Skylake” Core i5 i i7, juntament amb una qualitat gràfica millorada. Aquests processadors es van millorant i incrementant de potència durant els anys 2017 i 2018, així com els gràfics dels dispositius. L'any 2019, Apple anuncia la possibilitat d'incorporar un processador Intel Core i9 de vuit nuclis al MacBook Pro de 15 polzades, sense possibilitat d'afegir-lo al de 13 polzades.
La gran innovació d'Apple va ser rebuda amb diferències entre diversos sectors del mercat. Es revien opinions negatives per la poca consistència de la bateria i de la poca fiabilitat del teclat, així com per la falta de ports propis (sense utilitzar adaptadors). La visió trencadora d'Apple incorporava diversos aspectes que el públic en general no estava acostumat a veure, així que va ser complicada la adaptació dels aparells al mercat.

## Cinquena generació
La cinquena generació es renova a partir del canvi del model de 15 polzades a 16 polzades a finals de l'any 2019. Això suposa un increment de la mida de la pantalla en el mateix cos que el portàtil de 15 polzades. Segueix mantenint el Touch Bar, la tira OLED que s'utilitza com a tecles de funcions i el sensor tàctil d'empremta digital (Touch ID). L'aparell incorpora també un nou teclat amb mecanisme de tisores, que proveeix una major fiabilitat que el seu predecessor. No és fins al maig del 2020 quan el model de 13 polzades rep una millora amb el teclat de mecanisme de tisores i millores amb els processadors i l'emmagatzematge, augmentant fins a 32 GB el model més petit.
El MacBook Pro de 16 polzades va ser molt ben rebut. Era un ordinador molt complet i potent, sense gairebé cap mena de aspecte negatiu. Per fi Apple escoltava al consumidor i oferia opcions fiables i molt completes, amb una gran diversitat d'opcions, si ho completem amb els nous també MacBook Air.

## El salt a Apple Silicon
Durant els anys, Apple ha utilitzat processadors de la marca Intel per als seus ordinadors. Però el mes de novembre de l'any 2020 canvia tot. Tal com la companyia ja havia anunciat amb anterioritat, els ordinadors transicionen d'Intel a un propi processador dissenyat per Apple, el M1, que serà un processador semblant als que ja es poden trobar als iPhone i iPad. Juntament amb la presentació del processador, es presenta un nou MacBook Pro, el de 13 polzades, amb aquest salt a Apple Silicon. A més, l'aparell incorpora WI-FI 6, USB4 i manté totes les característiques de disseny del model de 13 polzades de cinquena generació.
Apple afirma que el processador M1 és molt més ràpid que els d'Intel, ja que creant-lo ells mateixos tenen moltes més possibilitats d'ajuntar el hardware i el software per obtenir un ordinador molt més complet i potent.